# Dicranota (Rhaphidolabis) consors
Dicranota (Rhaphidolabis) consors is een tweevleugelige uit de familie Pediciidae. De soort komt voor in het Palearctisch gebied.